# Силицкий, Виталий Вячеславович
Вита́лий Вячесла́вович Сили́цкий (бел. Віталь Сіліцкі); (25 декабря 1972, Минск, Белорусская ССР, СССР — 11 июня 2011, Минск, Республика Беларусь) — белорусский политолог, аналитик, первый директор Белорусского института стратегических исследований. Доктор философии по политической науке Ратгерского университета (Нью-Джерси, США), автор концепции «превентивного авторитаризма» и «авторитарного интернационала», общественный деятель и блогер. Умер в 38 лет от рака.

## Биография
Родился в Минске, мать — воспитательница в детском саду, отец и брат — рабочие.
В 1989—1994 годах учился на отделении социологии философско-экономического факультета Белорусского государственного университета. Получил диплом с отличием. Тема дипломной работы: «Формирование политической элиты в Беларуси».
В 1993—1994 годах учился в магистратуре Центрально-Европейского университета (филиал в Будапеште). Получил степень магистра политических наук в 1994 г. Тема магистерской диссертации: «Политические аспекты процессов приватизации в Восточной Европе».
В 1994—1999 годах обучался в докторантуре Ратгерского университета (Нью-Джерси, США). В 1999 году защитил диссертацию на соискание учёной степени доктора политических наук на тему «Внешние ограничения и коалиции: политика экономических реформ в странах Центрально-Восточной Европы после возврата левых». Научный руководитель Роберт Р. Кауфман.
В 1999—2003 годах — доцент Европейского гуманитарного университета (ЕГУ) в Минске. За публичную критику политики президента Республики Беларусь А. Лукашенко подвергся давлению со стороны властей и администрации ЕГУ, вследствие чего был вынужден уволиться из университета.
В ЕГУ разработал и преподавал курсы «Политэкономия политической реформы в Восточной Европе и Латинской Америке», «Введение в международную политэкономию», «Международная политэкономия индустриализации в Восточной Азии», «Экономическая политика», «Политическая экономика европейской интеграции», «От тоталитаризма к гражданскому обществу: социальная и политическая трансформация Центрально-Восточной Европы».
В 2004—2005 годах стажировался в рамках стипендиальной программы Рейгана-Фаселла при Национальном фонде демократии (США).
В 2006—2007 годах был приглашенным исследователем Центра изучения демократии, развития и правового государства в Стэнфордском университете (США).
В качестве независимого эксперта принимал участие в исследованиях неправительственной организации Freedom House (США), сотрудничал с Радио «Свобода» (Radio Free Europe/Radio Liberty) и международной консалтинговой компанией Oxford Analytica (англ.).
В 2007—2011 годах — первый директор Белорусского института стратегических исследований — аналитического центра, основанного в октябре 2006 года группой известных общественных деятелей и интеллектуалов. Институт разрабатывает и предлагает положительные альтернативные сценарии политической, экономической и социальной трансформации страны, а также ищет пути повышения конкурентоспособности Беларуси и благополучия её граждан.
В воспоминаниях о Виталии Силицком друзья и коллеги отмечали, что с ним просто невозможно было не дружить, он прочно входил в жизнь всех, кто с ним сталкивался. Виталий Силицкий был также ярым болельщиком футбольного клуба «Ливерпуль». Другими интересными сведениями о себе поделился сам в публикации «25+1 случайных фактов» в своем фейсбуке.
Когда в июле 2010 года Виталий узнал о своей болезни — рак почки, его друзья и коллеги поддерживали его. Операция по удалению почки, проведенная в Белоруссии, не помогла, и тогда была организована международная кампания поддержки и сбора средств на лечение. Виталий долгое время лечился в Бельгии, однако болезнь прогрессировала, и он вернулся в Белоруссию, где провел последние дни с друзьями и семьёй.
«Я умираю. Но сделайте все, чтобы жили те идеи, которыми я жил», — сказал он друзьям в один из своих последних дней.

## Основные концепции
Превентивный (опережающий) авторитаризм: вид авторитаризма, при котором сохранение власти осуществляется посредством упреждающих (превентивных) ударов (в отличие от реактивных при манипулятивном авторитаризме) против потенциальных угроз (политических оппонентов, неподконтрольных средств массовой информации, гражданского общества, правозащитников, негосударственных организаций), а также через нарушение избирательного законодательства даже при наличии безусловных преимуществ и возможности честного выигрыша.
Авторитарный интернационал: совместные усилия авторитарных режимов в борьбе с распространением демократического «вируса» и их способность к организации на международном уровне и созданию своеобразной самообороны. Это опережающий авторитаризм на международном уровне и способность авторитарных руководителей учиться на ошибках своих коллег и делать выводы из успехов строительства демократии в других странах. Это процесс, зеркальный процессу «вирусного» распространения демократии в международном измерении.
Превентивный авторитаризм (в том числе, на примере Беларуси) и его развитие до авторитарного интернационала описаны в работе Виталия Силицкого «Вирус сдержан: превентивный авторитаризм на постсоветском пространстве (пример Беларуси)» (оригинал анг. Contagion Deterred: Preemptive Authoritarianism in the Former Soviet Union (the Case of Belarus), 2006, для Центра изучения демократии, развития и правового государства при Стэнфордском университете (анг. Center on Democracy, Development, and The Rule of Law).
Территория свободы: независимое пространство, организация жизни людей, не согласных с действующим режимом, но объединённых общими интересами и занятиями; параллельное общество, издержки существования в котором компенсируются высоким уровнем взаимопомощи и взаимовыручки, высоким уровнем координации, что дает шанс диссидентскому движению перерасти в будущем в реальную политическую силу.
Отложенная свобода: издание одного из наиболее важных текстов Виталия Силицкого, в котором на основе сравнительного анализа описываются процессы зарождения и формирования персоналистских режимов в Сербии и Беларуси.
Роджер Потоцкий (Rodger Potocki), старший директор Евразийской программы Национального фонда поддержки демократии (США) (Senior Director for Europe, National Endowment for Democracy, USA) сформулировал ряд основных тезисов, лейтмотивом проходящих через основные тексты Виталия Силицкого:
- Работать в стране, а не за её пределами (Inside and Not Outside): В. Силицкий выступал в поддержку организаций, работающих в Белоруссии и против создания «диаспоры на Западе».
- Единая оппозиция (Unified Opposition): Виталий всегда выступал против того, чтобы позволять личным амбициям политиков разобщать оппозицию, утверждая, что сильная оппозиция — это объединённая оппозиция.
- Политические НПО (Political NGOs): В. Силицкий был уверен, что неправительственные организации должны участвовать в политике, чтобы поддерживать и вдохновлять людей.
- Вовлеченность (Be Engaged): Виталий верил в обсуждение, разговор с Россией и Западом. Р.Потоцки подчеркнул важность международного диалога для Беларуси сегодня.
- Глубокий скептицизм по отношению к России (Profound Skepticism of Russia): «Виталий снова и снова писал о негативном влиянии России в том, что касается демократических ценностей». Р. Потоцки пояснил, что Виталий не верил, что положительные демократические изменения могут прийти в Белоруссию из России.
- Развитие демократии, как благородный поступок (Democracy Promotion as a Noble Act): Виталий рассматривал продвижение демократии не как диверсию, но как желанное, благородное действие[15].

## Оценка профессиональной деятельности коллегами
По мнению доцента политологии университета Торонто Лукана Уэя (анг. Lucan Way), Виталий Силицкий был среди первых, кто включил авторитарные режимы в международный контекст. Многие ученые в 1990-х гг. и вначале 2000-х писали про распространение демократии, а Силицкий начал дискуссию об обратном процессе. В определённом смысле он сформулировал новую проблематику исследований в сфере распространения авторитаризма. Среди прочего, Виталий обозначил концепцию «превентивного авторитаризма», как он сам его называл, — по сути, это стремление реагировать на каждый вызов извне усилением координации действий между недемократическими государствами.
Христя Фриланд (анг. Chrystia Freeland), редактор Томсон Рейтерс Диджитал (анг. Thomson Reuters Digital) представляет круг экспертов, которые регулярно ссылаются на работы Виталия Силицкого. Одна из её последних ссылок — на концепцию авторитарного интернационала в своем анализе для Томсон Рейтерс событий в Египте и Тунисе под названием «Авторитарный интернационал занимает оборону» (оригинал анг. The Authoritarian International goes on the defensive), 4 февраля 2011 г.
По мнению Павла Данейко, директора Белорусского экономического исследовательско-образовательного центра, Виталий Силицкий продемонстрировал высокий уровень академической аналитики. До него аналитика в Белоруссии существовала либо как эссеистика, либо имела идеологическую природу. Виталий притянул и объединил вокруг себя новый круг экспертов. Эти специалисты сейчас имеют понимание и способности представлять свои исследования на международном уровне.
Стефан Малериус, Фонд Конрада Аденауэра (Германия), сожалеет, что рядом с Виталием не оказалось человека, способного разработать на основе его исследований план политический действий. Малериус отмечает, что, будучи аналитиком и ученым, Силицкий консультировал и давал советы, когда его просили, но он не был политтехнологом и не желал им становиться.
О Виталии Силицком также вспоминали в январском номере «Journal of Democracy» за 2012 год, где он был назван «лучшим политологом своего поколения, который только мог появиться в бывшем Советском Союзе». Также в мае 2012 г. во время празднования десятилетия стипендиальной программы Рейгана-Фаселла, о Виталии Силицком вспоминали как о «плодовитом авторе и ведущем гражданском активисте».

## Общественная деятельность
Виталий Силицкий был настоящим патриотом, любящим Беларусь. Он желал видеть её демократической и европейской страной, где уважаются белорусский язык и национальная культура.
Виталий принимал участие как обычный гражданин в митингах и шествиях белорусской оппозиции, включая протесты против фальсификации результатов президентских выборов в декабре 2010 г. Виталий пошел на площадь Независимости, будучи уже больным, и брутальный разгон мирных демонстрантов оказал удручающее влияние на его состояние. Позже он участвовал в акциях солидарности с политзаключенными.
В 1992 году Виталий Силицкий, будучи ещё студентом, вступил в Объединённую демократическую партию Беларуси (позже Объединенная гражданская партия), занимался её молодёжной организацией. И хоть долгое время он не принимал активного участия в жизни партии, Виталий официально вышел из неё только в 2010 году, в знак несогласия с поведением Ярослава Романчука, кандидата в президенты от ОГП на выборах 2010 г. после разгона мирных демонстрантов и ареста нескольких кандидатов в президенты страны.
Виталий Силицкий был известен и в белорусской блогосфере под псевдонимом Livejournal nescerka. Но однажды он собственноручно удалил свой аккаунт, несмотря на популярность и более чем 500 подписчиков. Этот шаг он впоследствии объяснял своей несдержанностью в записях и комментариях, которая могла привести к неправильной оценке его позиций. Вскоре он вернулся в Живой Журнал под своим настоящим именем, что, по его словам, «накладывает определённую ответственность за базар» и предупредил, что «хулиганства и троллинга феминисток» от него больше не дождутся. Однако в ЖЖ vitalsilitski (бел.) появились только три записи, после чего Виталий Силицкий предпочел пользоваться социальной сетью Facebook.

## Премии
В мае 1991 года стал победителем Всесоюзной олимпиады юных социологов, проходившей в Московском государственном университете им. Ломоносова. Тема доклада: «Токвиль и демократические перемены в Восточной Европе».
В 1999 году получил премию им. Маргарет Тэтчер от Молодых европейских консерваторов (англ.).

## Память
В 2011 году в Центрально-Европейском университете (филиал в Будапештe), где Виталий Силицкий получил степень магистра, была основана стипендия его имени для белорусских студентов этого университета. Кандидаты должны продемонстрировать успехи в учёбе, участие в общественной деятельности и потребность в дополнительной финансовой поддержке. Основатели стипендии считают, что память о Виталии Силицком станет примером для будущих поколений белорусских профессионалов.
Также в 2011 году Институтом европейских наук (англ.) и Белорусским институтом стратегических исследований при поддержке Словацкого агентства по кооперации международного развития (англ.) была основана стипендиальная программа имени Виталия Силицкого для белорусских студентов на 5-6 месячное обучение в Словакии.
8 сентября 2011 года в Вашингтоне Национальным фондом демократии (США), Центром стратегических и международных исследований и PONARS Eurasia была организована экспертная панель «Политическое будущее Беларуси», посвящённая памяти Виталия Силицкого.
29 февраля 2012 года прошла презентация посмертно изданной на белорусском языке в книжной серии «Библиотека „Белорусский коллегиум“» (белор. «Бібліятэка „Беларускі калегіюм“») книги Виталия Силицкого «Отложенная свобода» (белор. «Адкладзеная свабода»).
В годовщину смерти Виталия Силицкого, 11 июня 2012 года, прошёл вечер памяти с участием друзей, родных, коллег, представителей дипломатического корпуса. Памяти Виталия Силицкого был посвящён первый белорусскоязычный выпуск англоязычного ежемесячного издания Belarus Headlines.
18 июня 2012 года в Фонде Карнеги в Вашингтоне прошел круглый стол «Беларусь: стабильная нестабильность?», посвящённый памяти Виталия Силицкого.
В мае 2012 года, накануне годовщины смерти Виталия Силицкого, был создан Комитет его памяти. В Комитет вошли известные общественные и научные деятели, которые были близки с Виталием.
Комитет памяти Виталия Силицкого занимается организацией мероприятий памяти, подготовкой к изданию книг Силицкого, основанием фонда и премии его имени, стипендией имени Силицкого и т. д.

## Научные труды

### Книги
Автор книги «Отложенная свобода: посткоммунистический авторитаризм в Сербии и Беларуси» (белор. «Адкладзеная свабода: посткамуністычны аўтарытарызм у Сербіі і Беларусі», опубликована в журнале ARCHE Пачатак в 2002 году, издана посмертно в 2012 г.).
Соавтор второго издания «Исторического словаря Беларуси», вместе с Яном Запрудником (Vitali Silitski and Jan Zaprudnik, Historical Dictionary of Belarus (Historical Dictionaries of Europe), 2007, ISBN 978-0-8108-5812-1).
Готовится к изданию посмертно книга Виталия Силицкого «Долгая дорога от тирании» на английском (оригинал) и белорусском (в переводе) языках.

### Книги под редакцией В. Силицкого
- Беларусь: вызовы социально-экономического развития / Под ред. В.Силицкого. — СПб.: Невский простор, 2011. — 192 с.
- Социальные контракты в современной Беларуси (недоступная ссылка) / Под ред. К.Гайдука, Е.Раковой и В.Силицкого. — СПб.: Невский простор, 2009. — 224 с.
- Беларуская палітычная сцэна і прэзыдэнцкія выбары 2006 году / Пад рэд. В.Булгакава і В.Сіліцкага.- Інстытут Беларусістыкі, 2006. (на белорусском языке)

### Главы в книгах
- Ряд глав // Палітычная гісторыя незалежнай Беларусі (да 2006) (недоступная ссылка) (бел.) / Вільня: Беларускае гістарычнае таварыства Беласток, Інстытут беларусістыкі Вільня, 2012.
- Беларусь в международном контексте // Беларусь и Европейский Союз: от изоляции к сотрудничеству / Ханц-Георг Вик, Штэфан Малериус. —Вильнюс: Фонд Конрада Аденауэра, 2011.
- Дилеммы выбора // Беларусь: ни Европа, ни Россия. Мнения белорусских элит / Валерий Булгаков. — Варшава, 2006.
- Расклад і тэндэнцыі пасьля выбараў і рэфэрэндуму 2004 г. // Найноўшая гісторыя беларускага парлямэнтарызму (бел.) / Валер Булгакаў. — Беласток, 2005.
- Беларусь: анатомія прэвэнтыўнага аўтарытарызму // Геапалітычнае месца Беларусі ў Эўропе і сьвеце / Валер Булгакаў. — Варшава: Вышэйшая школа гандлю і права, 2006. — С. 47-81. — 242 с. ISBN 978-83-60694-01-5. (на белорусском языке)
- Дыягназ беларускай эканомікі; Матывацыя эканамічных рэформаў у Беларусі; Пэрспэктывы эўрапейскай інтэграцыі Беларусі // Беларусь: сцэнары рэформаў (бел.) / Алесь Анціпенка, Валер Булгакаў. — Варшава: Фонд імя Сцяпана Батуры, 2003.
- Рэжым Лукашэнкі паміж дзьвюма выбарчымі кампаніямі: вонкавыя і ўнутраныя фактары (дэ)легітымізацыі; Крызыс апазыцыі пасьля прэзыдэнцкіх выбараў 2001 году; Зьмяненьне палітычнага раскладу пасьля мясцовых выбараў і пэрспэктывы наступных выбарчых кампаній // Мясцовыя выбары ў найноўшай палітычнай гісторыі Беларусі (бел.) / Валер Булгакаў. — Менск: Аналітычны Грудок, 2003.
- Эканамічная палітыка Лукашэнкі // Беларуска-расейская інтэграцыя. Аналітычныя артыкулы / Валер Булгакаў. — Менск: Энцыклапедыкс, 2002. (на белорусском языке)
- Belarus // Nations in Transit 2007—2011: Democratization from Central Europe to Eurasia / Rowman & Littlefield Publishers, Inc. (Freedom House publication), 2007—2011. (на английском языке)
- Belarus (with Balazs Jarabik) // Is the European Union Supporting Democracy in its Neighbourhood? (англ.) / Richard Youngs. — FRIDE in association with the European Council on Foreign Relations (2008)
- Belarus and Russia: Comradeship-in-arms in Preempting Democracy // Political Trends in the New Eastern Europe: Ukraine and Belarus (англ.) / Vitali Silitski and Arkady Moshes. — Strategic Studies Institute U.S. Army War Co (2007).
- Contagion Deterred: Preemptive Authoritarianism in the Former Soviet Union (the Case of Belarus) // Waves and Troughs of Post-Communist Transitions / Michael McFaul and Kathryn Stoner-Weiss, eds.- Johns Hopkins University Press, 2007. (на английском языке)
- Different Authoritarianisms, Different Patterns of Change // Civil society and Electoral Change in Central and Eastern Europe / Bratislava: German Marshall Fund, 2006. (на английском языке)
- Signs of Hope Rather Than Electoral Revolution // Prospects for Democracy in Belarus / Pavol Deves, David Marples, and Joergg Forbig — German Marshall Fund, 2006. (на английском языке)
- Internal Developments in Belarus // Changing Belarus. Chaillot Paper / Don Lynch. — Paris: Institute for Security Studies, 2005. (на английском языке)
- Belarusian Economy: Diagnosis and Motivation for Reform; Perspectives of European Integration for Belarus // Belarus: Catching Up with Europe (англ.) / Warsaw: The Bathory Foundation, 2004.

### Статьи
- Грамадскі сектар у Беларусі — паўсядзённае жыццё і арганізацыйныя працэсы (бел.), 2009 г., опубликовано в 2012 г.,
- Балючае вяртанне ў рэальнасць (бел.) // Наша Ніва — 2009.
- Debating the Color Revolutions: What Are We Trying to Explain? (англ.) // Journal of Democracy, vol. 20 no. 1, 2009
- Reading Russia: Tools of Autocracy (англ.) // Journal of Democracy, vol. 20 no. 2, 2009
- Belarus — a country in transition? The State, elections, and opposition (англ.) // Back from the cold? The EU and Belarus in 2009 / Chaillot Paper no. 119, 2009
- Belarus: Learning from Defeat (англ.) // Journal of Democracy, vol. 17 no. 4, 2006
- Contagion Deterred: Preemptive Authoritarianism in the Former Soviet Union (the Case of Belarus) (англ.) // Center on Democracy, Development, and the Rule of Law, Working Paper, 2006
- Still Soviet? Why Dictatorship Persists in Belarus (англ.) // Harvard International Review, Vol. 29. no. 1, 2006
- Preempting Democracy: The Case of Belarus (англ.) // Journal of Democracy, vol. 16 no. 4 2005
- The Quintessential Dissident (англ.) // Journal of Democracy, vol. 16 no. 3 2005
- Color Blind in Belarus (англ.) // Foreign Policy, 2005
- Is the Wave of Post-Soviet Electoral Revolutions Over? (англ.) // Democracy at Large, September 2005
- The Deadlock of Brotherhood: Politics of Russia-Belarus Integration // Ab Imperio, no.3, 2002. (на английском языке)
- Все статьи Виталия Силицкого (недоступная ссылка) в журнале ARCHE Пачатак (бел.)
- Все статьи Виталия Силицкого на портале «Наше мнение»

### Взаимодействие со СМИ
Постоянный автор журнала «ARCHE Пачатак» и газеты «Наша Ніва», портала «Наше мнение», эксперт Белорусской службы «Радио Свобода» и др. СМИ.
Имел более 100 публикаций в изданиях Беларуси, США, странах Европейского Союза, России. Специализировался в областях политики экономических реформ, демократизации на постсоветском пространстве, электоральных революциях и превентивном авторитаризме, политике Европейского Союза на постсоветском пространстве, отношениях Беларуси с Россией и ЕС.